# Proyecto de Ley de Interrupción Voluntaria del Embarazo (Argentina)
El Proyecto de Ley de Interrupción Voluntaria del Embarazo (IVE) en Argentina fue un proyecto de ley elaborado por la Campaña Nacional por el Derecho al Aborto Legal, Seguro y Gratuito en el año 2006, que fue rechazado en 2018 por el Congreso Nacional. La discusión del proyecto en 2018 fue la primera vez que el derecho al aborto era tratado en el Congreso Nacional argentino. Fue aprobado en la Cámara de Diputados (129 votos a favor, 125 en contra), pero rechazado en el Senado (38 senadores en contra y 31 a favor).

## Tratamiento legislativo de 2018
El proyecto por la interrupción voluntario del embarazo fue presentado por séptima vez el 6 de marzo de 2018. La Cámara de Diputados argentina debatió el aborto en reuniones plenarias que comenzaron el 10 de abril. Se estima que por el Anexo de la Cámara baja pasaron más de 1.000 expositores. El día 13 de junio se fijó como fecha para la votación del proyecto, en tanto al 21 de mayo ya pasaron cerca de 700 expositores.
Proyecto de ley de régimen de interrupción voluntaria del embarazo. Expte. 230-D-2018 (71 diputados, encabeza Victoria Donda). Propone el aborto libre como un derecho hasta la semana 14 (Mes 3 de embarazo), y hasta el final del embarazo en tres causales (violación, peligro para la vida/salud física, psíquica y social de la madre, y malformaciones fetales graves). Incluye el aborto en el Programa Médico Obligatorio (PMO). Si bien es la séptima vez en doce años que se presenta, es la primera que se abrirá el debate a toda la sociedad y tendrá tratamiento legislativo. El proyecto fue presentado en coautoría por 4 diputadas de distintos espacios políticos: Victoria Donda (Libres del Sur), Brenda Austin  (UCR), Romina del Plá (Partido Obrero - Frente de Izquierda) y Mónica Macha (FPV). Dicha presentación fue acompañada una gran movilización en las calles.

### Dictamen
El 12 de junio de 2018 obtuvo dictamen en Diputados el proyecto de despenalización del aborto con 64 votos a favor y 57 en contra. Luego de 15 sesiones expositivas, 738 oradores, y tres sesiones en donde se construyó un dictamen de consenso, se llegó al proyecto que por primera vez en la historia Argentina, entrara a tratarse a la Cámara de Diputados. El dictamen de consenso es el siguiente:

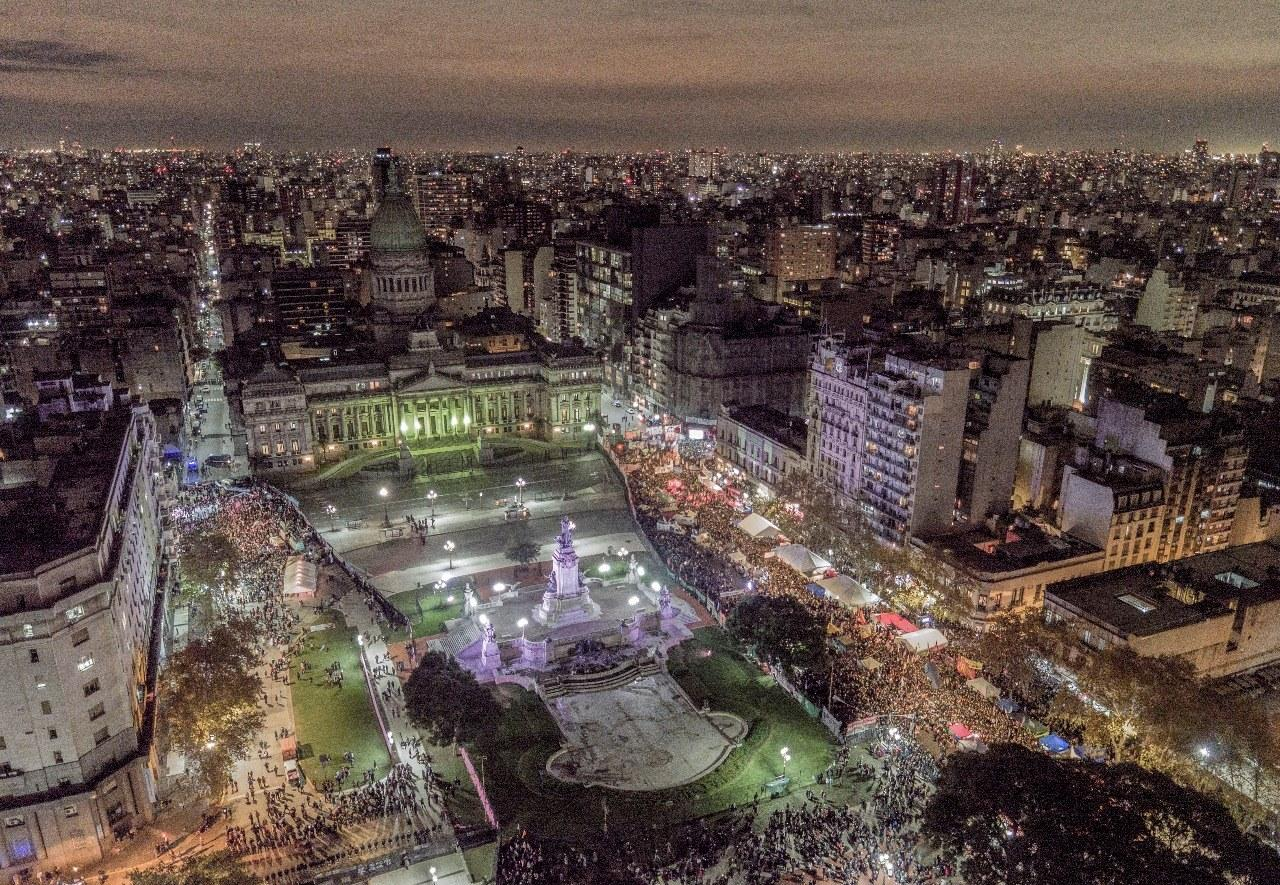
Manifestantes en la Plaza del Congreso a favor (derecha) y en contra (izquierda) de la sanción de la Ley de Aborto Legal.

### Votación

#### Diputados

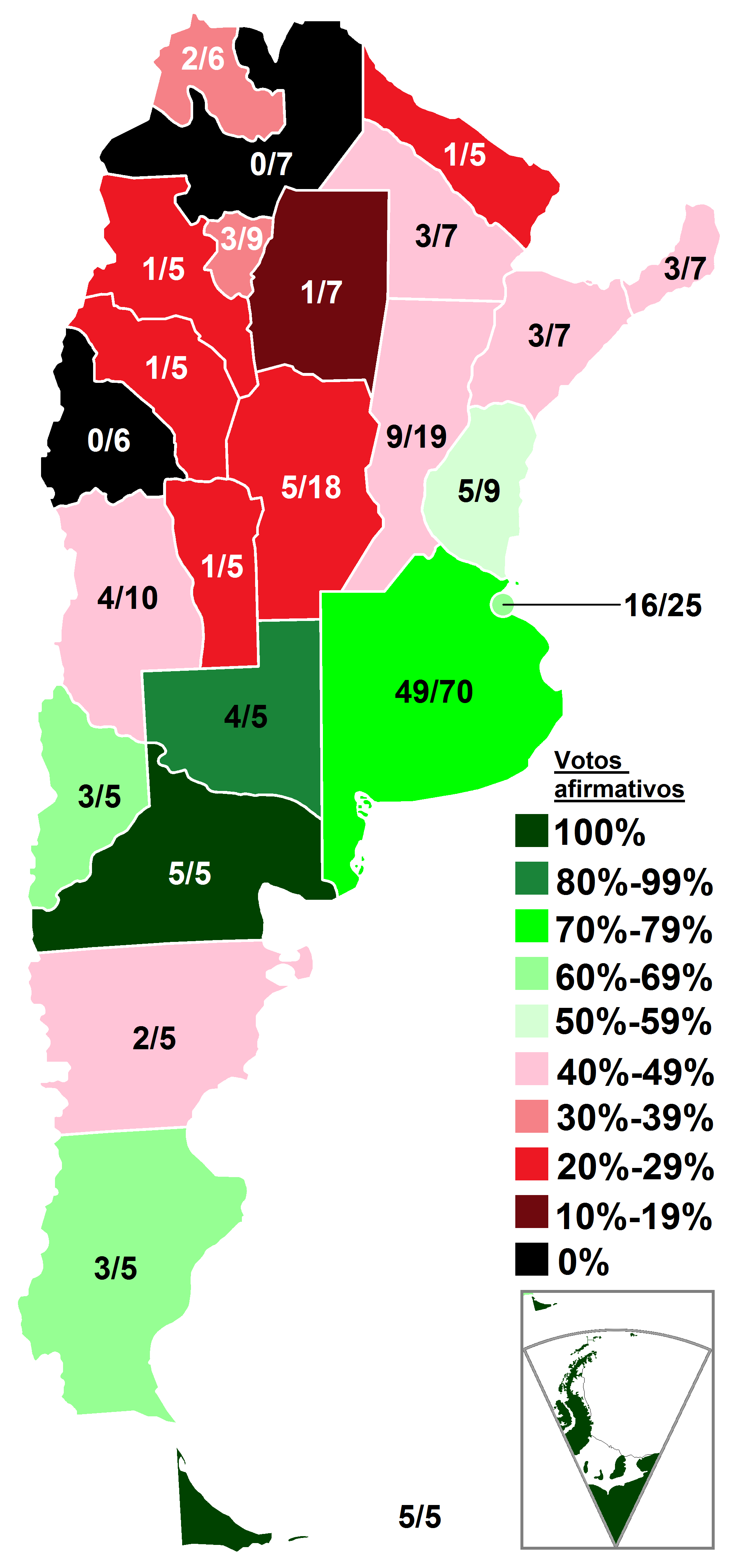
Diputados por provincia que votaron a favor de legalizar el aborto.
El primer número son los diputados que votaron a favor, el segundo los diputados totales de la provincia.

La sesión en la Cámara de Diputados para tratar el proyecto sobre el aborto comenzó el 13 de junio de 2018, con la presencia de marchas a favor y en contra alrededor del Congreso. Fueron mayoría quienes apoyan la legalización del aborto, siendo decenas de miles de personas. La sesión se inició minutos antes de las 11:30 del miércoles, con un quórum estricto de 129 diputados. El debate en general se prolongó por más de 23 horas y desembocó en la votación de hoy, a las 9:52, cuando en el recinto había 256 diputados presentes y un solo ausente. Luego siguió el análisis del articulado, que extendió la sesión hasta las 10:45. El presidente de la comisión de Legislación General, diputado Daniel Lipovetzky, fue el primer orador en el inicio de la sesión. Destacó el "respeto y altura" con el que se desarrollaron las audiencias en las que expusieron partidarios de una y otra posición. Y adelantó en el recinto su postura favorable a la despenalización. Luego expuso la titular de la comisión de Familia, Mujer, Niñez y Adolescencia, diputada Alejandra Martínez, quien también fijó posición en favor de no penalizar la interrupción voluntaria del embarazo. Con posiciones antagónicas, expusieron después la presidenta de la comisión de Acción Social y Salud Pública, diputada Carmen Polledo, y la titular de la comisión de Legislación Penal, diputada Gabriela Burgos. Después de las exposiciones de los cuatro presidentes de las comisiones que dictaminaron sobre la iniciativa, se abrió la lista de oradores en la que se anotaron más de cien diputados de todos los bloques. El interbloque de Juntos por el Cambio acordó que la apertura del debate la hiciera la diputada de la UCR, Brenda Austin, una de las firmantes del proyecto de la Campaña. Luego el presidente del bloque del PRO, Nicolás Massot, argumentó en contra de la despenalización. Desde el Frente para la Victoria, el primer orador fue el diputado Daniel Filmus, quien anticipó su postura favorable a la despenalización.
A la hora de los cierres de bloques, la diputada Graciela Camaño, en nombre del Frente Renovador, felicitó “a los tres legisladores de la Izquierda, que han honrado su plataforma de campaña. Desde la política, cuando se quiere medrar con los temas que interpelan a la sociedad, sólo se la fractura. Y esa no es nuestra misión. Debemos sí buscar el bien común de la gente”. Por su parte, Pablo Yedlin, en representación del bloque Justicialista, consideró que “debemos traer a la luz al aborto y sacarlo de la clandestinidad”. “El Estado no puede criminalizar a las mujeres ni abandonarlas”, alegó en defensa del proyecto de ley. Desde el Frente para la Victoria-PJ, Agustín Rossi sostuvo que “el colectivo de las mujeres marca una lucha genuina en la Argentina, que nos interpela a la política para salir de nuestra zona de confort y realizar las modificaciones que la sociedad reclama”. El interbloque oficialista de Cambiemos dividió su cierre entre Silvia Lospennato, a favor del proyecto, y Marcela Campagnoli, en contra. Lospennato consideró que “pase lo que pase en la votación, la sociedad ya no es la misma”. “Estamos orgullosas de dar este paso. Miles de mujeres siguen este debate en todo el país y nos interpelaron con el interés genuino de conquistar este derecho”, agregó.
La sesión aprobó la media sanción de la ley con 129 votos a favor, 125 en contra, 1 abstención.
| Bloques                                         | Bloques                                         | Afirmativo | Negativo | Abstención | Ausente | Presidente de la Cámara |
| ----------------------------------------------- | ----------------------------------------------- | ---------- | -------- | ---------- | ------- | ----------------------- |
|                                                 | Propuesta Republicana (55)                      | 17         | 37       |            |         | 1                       |
| Unión Cívica Radical (40)                       | 24                                              | 16         |          |            |         |                         |
| Coalición Cívica ARI (10)                       | 1                                               | 9          |          |            |         |                         |
| Frente Cívico y Social de Catamarca (1)         |                                                 | 1          |          |            |         |                         |
| Partido por la Justicia Social (1)              |                                                 | 1          |          |            |         |                         |
| Salta Somos Todos (1)                           |                                                 | 1          |          |            |         |                         |
| Cambiemos (108)                                 | Cambiemos (108)                                 | 42         | 65       |            |         | 1                       |
|                                                 | Frente para la Victoria-PJ (65)                 | 54         | 10       |            | 1       |                         |
| Concertación Forja (1)                          |                                                 | 1          |          |            |         |                         |
| Frente para la Victoria-PJ (66)                 | Frente para la Victoria-PJ (66)                 | 54         | 11       |            | 1       |                         |
|                                                 | Justicialista (18)                              | 8          | 10       |            |         |                         |
| Frente de la Concordia Misionero (5)            | 2                                               | 3          |          |            |         |                         |
| Córdoba Federal (4)                             |                                                 | 3          | 1        |            |         |                         |
| Justicialista por Tucumán (3)                   | 1                                               | 2          |          |            |         |                         |
| Partido Bloquista de San Juan (1)               |                                                 | 1          |          |            |         |                         |
| Todos Juntos por San Juan (1)                   |                                                 | 1          |          |            |         |                         |
| Somos San Juan (1)                              |                                                 | 1          |          |            |         |                         |
| Argentina Federal (33)                          | Argentina Federal (33)                          | 11         | 21       | 1          |         |                         |
|                                                 | Federal Unidos por Una Nueva Argentina (18)     | 8          | 10       |            |         |                         |
| Cultura, Educación y Trabajo (1)                |                                                 | 1          |          |            |         |                         |
| Córdoba Trabajo y Producción (1)                |                                                 | 1          |          |            |         |                         |
| Trabajo y Dignidad (1)                          |                                                 | 1          |          |            |         |                         |
| Frente Renovador - UNA (21)                     | Frente Renovador - UNA (21)                     | 8          | 13       |            |         |                         |
|                                                 | Peronismo para la Victoria (4)                  | 4          |          |            |         |                         |
| Libres del Sur (1)                              | 1                                               |            |          |            |         |                         |
| Peronismo para la Victoria - Libres del Sur (5) | Peronismo para la Victoria - Libres del Sur (5) | 5          |          |            |         |                         |
|                                                 | Frente Cívico por Santiago (6)                  | 1          | 5        |            |         |                         |
|                                                 | Unidad Justicialista (4)                        |            | 4        |            |         |                         |
|                                                 | Evolución Radical (3)                           | 3          |          |            |         |                         |
|                                                 | PTS - Frente de Izquierda (2)                   | 2          |          |            |         |                         |
|                                                 | Elijo Catamarca (2)                             |            | 2        |            |         |                         |
|                                                 | Bloque Protectora (1)                           |            | 1        |            |         |                         |
|                                                 | Frente Progresista Cívico y Social (1)          |            | 1        |            |         |                         |
|                                                 | Frente de Izquierda y de los Trabajadores (1)   | 1          |          |            |         |                         |
|                                                 | Movimiento Popular Neuquino (1)                 |            | 1        |            |         |                         |
|                                                 | Nuevo Espacio Santafesino (1)                   | 1          |          |            |         |                         |
|                                                 | Primero Argentina (1)                           | 1          |          |            |         |                         |
|                                                 | Somos Mendoza (1)                               |            | 1        |            |         |                         |
| Total (257)                                     | Total (257)                                     | 129        | 125      | 1          | 1       | 1                       |

#### Senadores

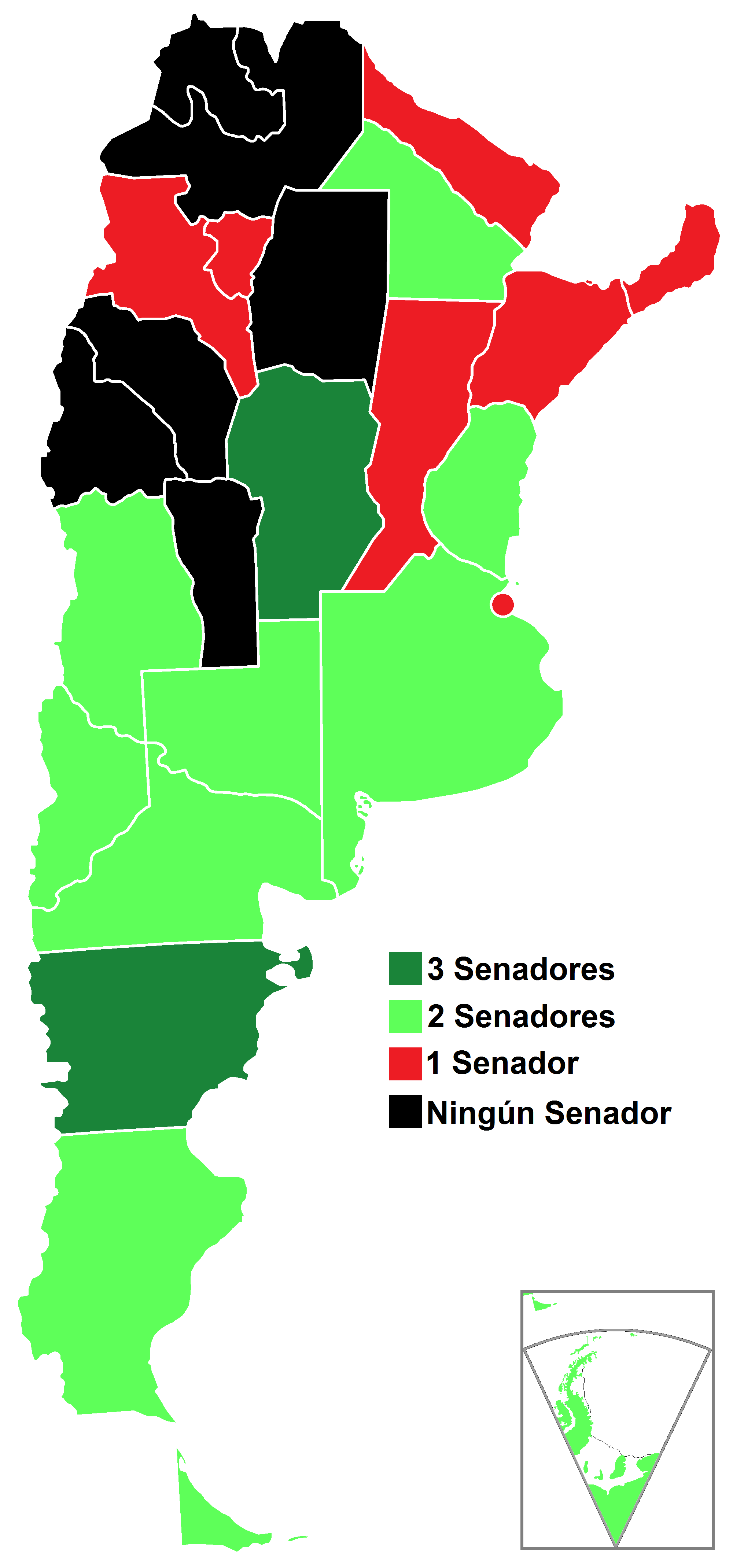
Senadores por provincia que votaron a favor de legalizar el aborto.

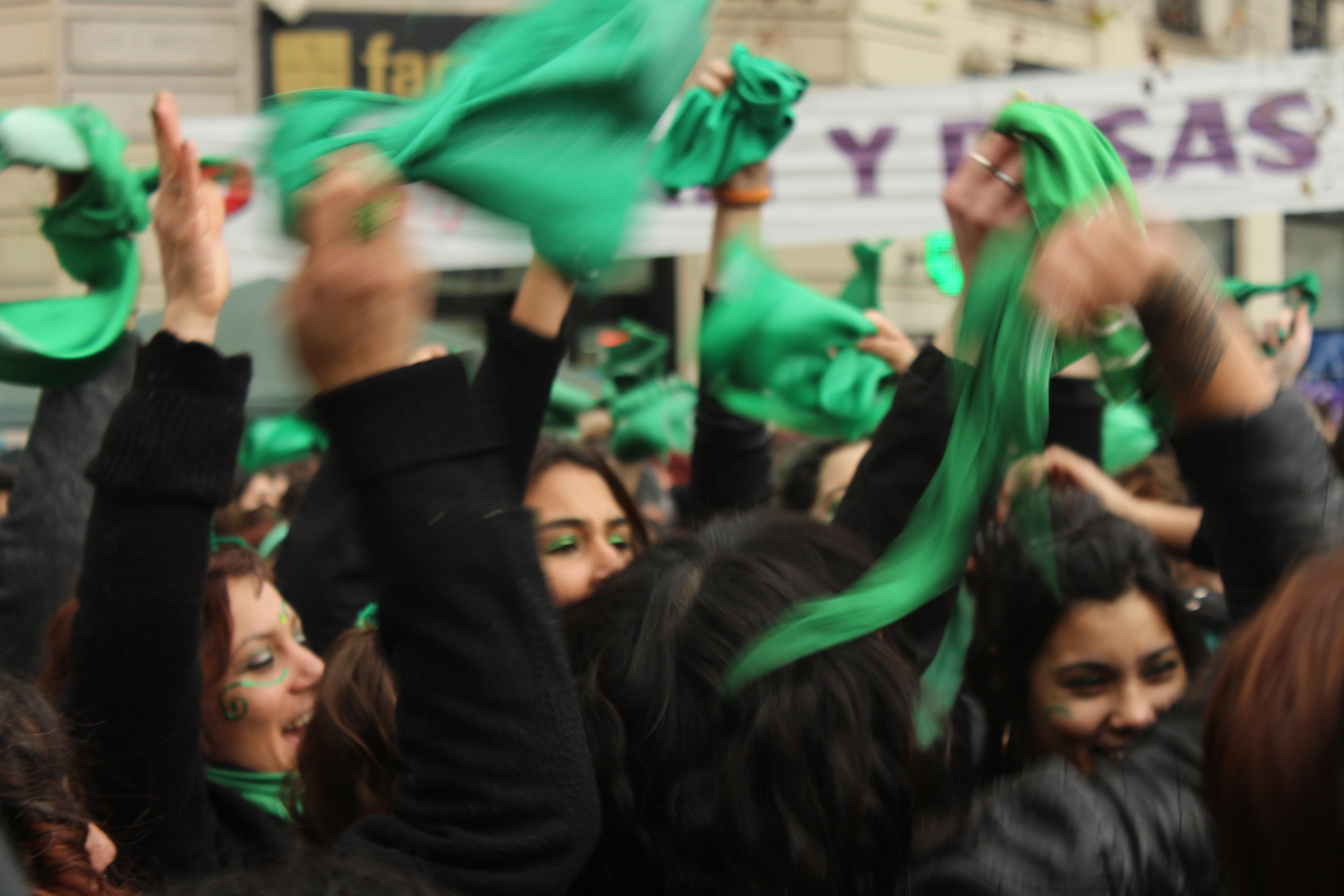
Marcha a favor del aborto legal seguro y gratuito 8A

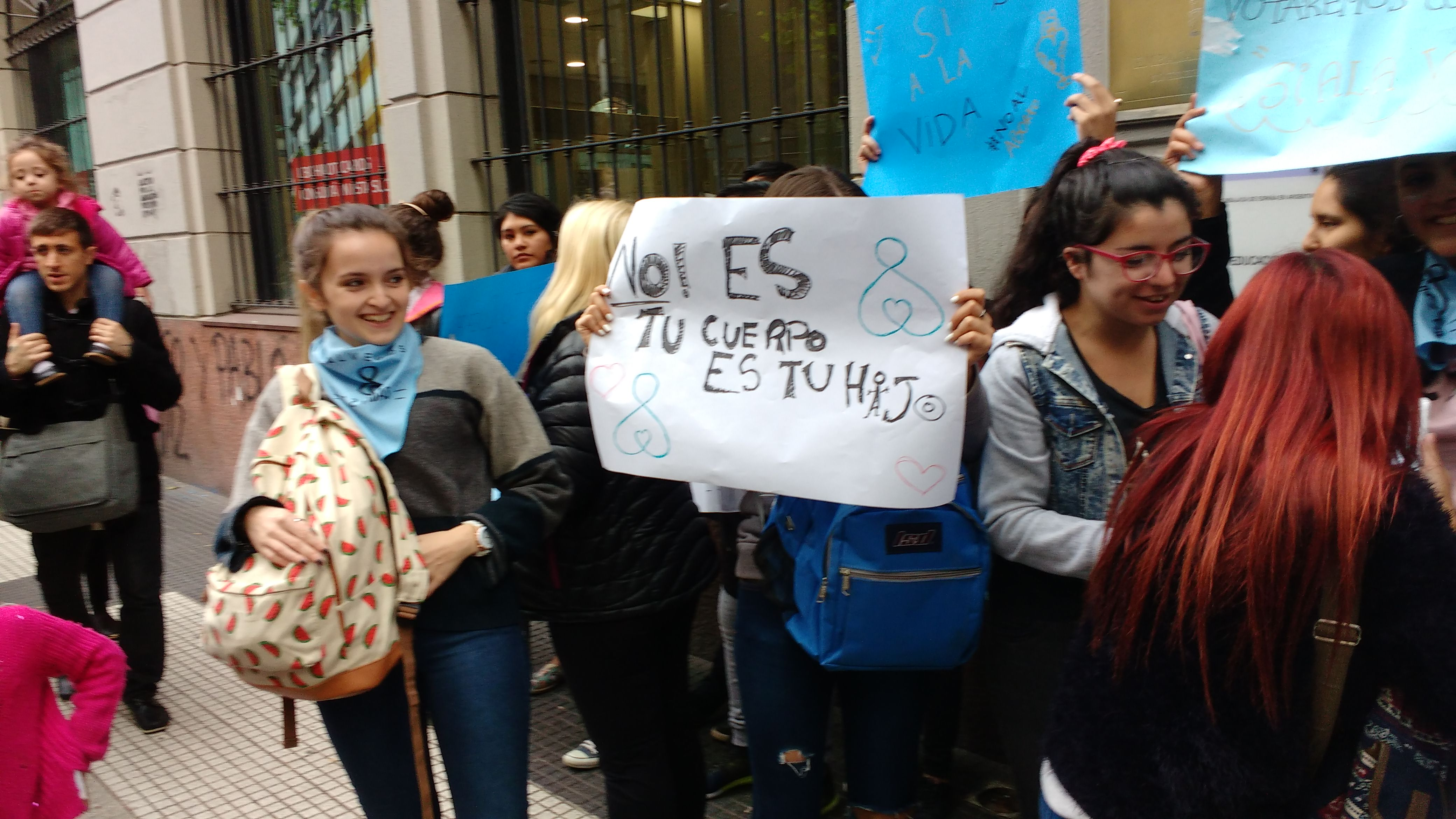
Manifestantes provida en el Día del Niño por Nacer

Se pensaba que el 27 de junio la Cámara Alta podría dar ingreso formal, votación mediante del cuerpo legislativo, a la media sanción de la Ley de Interrupción del Embarazo Voluntario. Ser una sesión informativa y no ordinaria significaba que salvo un acuerdo político que habilitara una ordinaria, el inicio del trámite legislativo se dilataría hasta el miércoles 4 de julio. Miguel Ángel Pichetto, jefe del PJ Federal, ya había anunciado su voto positivo y pronosticaba la sanción de la ley. Lo mismo había dicho el formoseño Luis Naidenoff, jefe radical.
Dentro de los senadores que inicialmente se expresaron en contra de la legalización del aborto estaban Federico Pinedo y Esteban Bullrich.
Un informe de la consultora D’Alessio IROL-Berensztein daba cuenta de que el 55% de los argentinos esperaba que el proyecto de interrupción voluntaria del embarazo (IVE) sea aprobado sin cambios en el Senado.
La vicepresidenta Gabriela Michetti decidió girar a cuatro comisiones el proyecto: la de Salud (que será cabecera), de Justicia y Asuntos Penales, de Asuntos Constitucionales y de Presupuesto y Hacienda. Esta decisión fue cuestionada porque es considerada por defensores del proyecto como innecesaria y con la finalidad de prolongar el debate indefinidamente.  Finalmente, los senadores nacionales decidieron que el debate por el proyecto de ley sea en tres comisiones: Salud, Justicia y Asuntos Penales, y Asuntos Constitucionales.
Tras una reunión entre los jefes de las distintas bancadas, el Plenario de Labor Parlamentaria acordó que la votación sobre la interrupción voluntaria del embarazo llegaría al recinto el 8 de agosto. Una semana antes, el 1° de agosto, se firmaría el dictamen.
Finalmente, el 8 de agosto y tras 16 horas, el proyecto de legalización del aborto fue rechazado por el Senado tras una votación donde 38 legisladores votaron en contra y 31 a favor; además hubo 2 abstenciones y un ausente.
| Bloques                                 | Bloques                          | Afirmativo | Negativo | Abstención | Ausente |
| --------------------------------------- | -------------------------------- | ---------- | -------- | ---------- | ------- |
|                                         | Unión Cívica Radical (12)        | 3          | 9        |            |         |
| Frente PRO (9)                          | 4                                | 5          |          |            |         |
| Frente Cívico y Social de Catamarca (1) | 1                                |            |          |            |         |
| Avanzar San Luis (1)                    |                                  | 1          |          |            |         |
| Producción y Trabajo (1)                |                                  | 1          |          |            |         |
| Movimiento Popular Fueguino (1)         |                                  | 1          |          |            |         |
| Cambiemos (25)                          | Cambiemos (25)                   | 8          | 17       |            |         |
|                                         | Justicialista (20)               | 8          | 11       | 1          |         |
| Partido Justicialista La Pampa (2)      | 2                                |            |          |            |         |
| Justicialista Chubut (1)                | 1                                |            |          |            |         |
| Chubut Somos Todos (1)                  | 1                                |            |          |            |         |
| Argentina Federal (24)                  | Argentina Federal (24)           | 12         | 11       | 1          |         |
|                                         | Movimiento Popular Neuquino (2)  | 1          |          | 1          |         |
| Justicialista 8 de Octubre (1)          |                                  | 1          |          |            |         |
| Santa Fe Federal (1)                    |                                  | 1          |          |            |         |
| Pares (1)                               |                                  | 1          |          |            |         |
| Parlamentario Federal (5)               | Parlamentario Federal (5)        | 1          | 3        | 1          |         |
|                                         | Frente para la Victoria - PJ (9) | 8          | 1        |            |         |
|                                         | Unidad Justicialista (2)         |            | 1        |            | 1       |
|                                         | Frente Cívico por Santiago (2)   |            | 2        |            |         |
|                                         | Misiones (2)                     |            | 2        |            |         |
|                                         | Frente Popular (1)               |            | 1        |            |         |
|                                         | Proyecto Sur - UNEN (1)          | 1          |          |            |         |
|                                         | RIO - Frente Progresista (1)     | 1          |          |            |         |
| Total (72)                              | Total (72)                       | 31         | 38       | 2          | 1       |

## Organizaciones a favor de la legalización del aborto
Las organizaciones proelección, las cuales apoyan la aprobación de una ley que despenalice el aborto, están nucleadas en la Campaña Nacional por el Derecho al Aborto Legal, Seguro y Gratuito. Cuentan con la adhesión de más de 300 organizaciones de distintos puntos del país. Incluye movimientos sociales, partidos políticos, sindicatos y agrupaciones científicas, académicas y de derechos humanos.

### Ámbito académico
Numerosas universidades estatales argentinas apoyan la legalización del aborto. El Consejo Superior de la Universidad Nacional de Córdoba estableció, mediante una resolución con fecha del 29 de junio del 2010, “adherir al tratamiento del proyecto de ley de interrupción voluntaria del embarazo, radicado en la Cámara de Diputados”. La Universidad de Buenos Aires se ha manifestado a favor de la legalización del aborto, mediante una resolución emitida el 16 de julio de 2014 por el Consejo Superior de dicha Universidad. También la Universidad Nacional de La Plata, la Facultad de Ciencias Políticas y Sociales de la Universidad Nacional de Cuyo,
la Universidad Nacional del Comahue, la Facultad de Ciencias Sociales de la Universidad Nacional del Centro de la Provincia de Buenos Aires,
la Universidad Nacional de Mar del Plata, la Universidad Nacional de La Pampa, la Universidad Nacional de la Patagonia San Juan Bosco, la Universidad Nacional de la Patagonia Austral, la Universidad Nacional de General Sarmiento y la Universidad Nacional de Entre Ríos han mostrado su apoyo a la legalización del aborto mediante sendas resoluciones de sus consejos directivos.
De igual modo la Federación Universitaria de Buenos Aires ha realizado diversas actividades en favor de la legalización del aborto como charlas, paneles y debates. En 2018, junto a la Federación de la Universidad Nacional de las Artes, la Coordinadora de Estudiantes Terciarios y la CEB (estudiantes secundarios) realizaron un plebiscito entre estudiantes, docentes y no docentes de sus respectivos espacios de representación. En una entrevista dada a Norma Morandini en 1996, René Favaloro se pronunció a favor de la legalización del aborto.

### Ámbito político
A nivel partidario las fuerzas de izquierda son las únicas que plantean, homogéneamente, la defensa del derecho al acceso al aborto legal, seguro y gratuito. En la plataforma electoral de 2011, el Frente de Izquierda y de los Trabajadores, incorpora este punto que fue sostenido en los programas políticos posteriores de esta coalición.
En marzo de 2018, el Partido Obrero en su XXV Congreso, por unanimidad de los delegados presentes, se pronunció a favor del derecho al aborto legal y demandó al Congreso Nacional la aprobación del proyecto de ley elaborado por la Campaña Nacional por el Derecho al Aborto Legal, Seguro y Gratuito. En un comunicado señaló: "La batalla por el aborto legal, es una lucha por el derecho al acceso a la salud de las niñas y mujeres, y también es una batalla de primer orden contra la función política de disciplinamiento social que cumple el aborto clandestino. Proclamamos esta pelea como parte de la lucha por la separación de la Iglesia del Estado. (...) Los abortistas son el Estado y sus gobiernos, defensores de la precarización laboral, de la opresión de las mujeres, de los sostenedores de la violencia hacia las mujeres. (...)Peleamos para que ninguna mujer deba abortar cuando no quiere hacerlo y para que cuando quiera o necesite hacerlo, pueda practicarlo en las condiciones adecuadas. Luchamos en definitiva, por defensa de la vida de las mujeres."
Referentes radicales se manifestaron a favor de la legalización del aborto. Entre ellos se encuentran Ricardo Alfonsín, Ricardo Gil Lavedra, Ernesto Sanz y Agustín Campero. La Mesa Directiva del Partido Socialista aprobó por unanimidad un documento en el que reafirmó la histórica posición del partido a favor de la despenalización y legalización del aborto. La mayoría del Frente para la Victoria se encuentra a favor de la legalización del aborto e indicó que va a votar así en el congreso, rectificó Agustín Rossi. Hubo funcionarios y miembros del PRO manifestándose a favor de la legalización del aborto, como la legisladora Silvia Lospennato o el ministro Pablo Avelluto. También se manifestaron a favor de la legalización del aborto el presidente del PRO, Humberto Schiavoni, el ministro Sergio Bergman, el ministro de salud Adolfo Rubinstein, el ministro de justicia Germán Garavano, el ministro de hacienda Nicolás Dujovne, el vicejefe de Gabinete Gustavo Lopetegui, los subsecretarios Lidia Saya, Guillermo Cruces, Pedro Robledo, Hernán Iglesias Illa, la titular del Consejo de las Mujeres, Fabiana Tuñez, la directora de la Oficina Anticorrupción Laura Alonso, los funcionarios Iván Petrella y Alejandro Rozitchner, la titular de la ENACOM, Silvana Giudice. La exsenadora Chiche Duhalde también se pronunció a favor de la legalización del aborto.
Jóvenes representantes de diversas fuentes políticas como la Juventud Socialista, Juventud Radical, Juventud Pro, La Cámpora, Franja Morada, MNR, Libres del Sur, Juventud PTP, Nuevo Encuentro y Secundarios UES firmaron un petitorio a favor del aborto legal, seguro y gratuito.

### Ámbito religioso
La organización Católicas por el Derecho a Decidir, asociación que agrupa personas que son católicas, pero que se encuentran en disidencia con la posición oficial de la Iglesia aunque autoridades eclesiásticas han indicado que dicha asociación no pertenece a su credo. Durante las audiencias sobre el aborto que sucedieron en el 2018, se manifestaron a favor de la legalización del mismo 
- Daniel Goldman, rabino de la Comunidad Bet-El.
- Mariel Pons, pastora de la Iglesia Evangélica Metodista Argentina.
- Lisandro Orlov, pastor de la Iglesia Evangélica Luterana Unida y vicepresidente segundo de la Federación Argentina de Iglesias Evangélicas
- Guillermo “Quito” Mariani, presbítero de la Iglesia Católica de la provincia de Córdoba.[65]
- Américo Jara, Obispo de la Iglesia Metodista Argentina.[66]
- Francisco "Paco" Oliveira, sacerdote católico que trabaja en la Isla Maciel.[67]

### Ámbito artístico
Más de 250 actrices y escritoras argentinas piden al Congreso que despenalice el aborto, firmando una carta abierta y militando al respecto, entre ellas se encuentran: Dolores Fonzi, Nancy Duplá, Carla Peterson, Verónica Llinás, Inés Estévez, Muriel Santa Ana, Andrea Pietra, Verónica Lozano, Esther Goris, Pilar Gamboa, Mirta Busnelli, Sofía Castiglione, María Dupláa, Mercedes Morán, Érica Rivas, Julieta Zylberberg, Cecilia Roth, Ana Katz, Julieta Díaz, María Carámbula, Romina Ricci, Eleonora Wexler, Violeta Urtizberea, Alejandra Darín, Carola Reyna, Andrea Bonelli y muchas más. Estas actrices se agruparon en el Colectivo de Actrices Argentinas por el Aborto Legal, Seguro y Gratuito, un espacio de militancia a favor del mismo que hizo un trabajo de cabildeo que incluyó hablar con legisladores con el voto indeciso para convencerlos de votar por el si.
200 autoras se reunieron para respaldar el proyecto que se discute en el Congreso y presentaron una carta abierta. La acción fue impulsada por Claudia Piñeiro, Cecilia Szperling y la periodista Claudia Acuña. También se sumaron a apoyar la causa varios músicos: Valeria Lynch, Lucía Galán, Sandra Mihanovich, Patricia Sosa, Miss Bolivia, Lali Espósito, León Gieco, Andrés Calamaro, Diego Torres, Fito Páez y más. Artistas agrupadas en Músicas Argentinas Activas lanzaron un video por la legalización del aborto en el que exigen: “El Congreso debe escuchar la voz del pueblo”. El video, idea y producción de Valentina Cooke, contó con la participación de Hilda Lizarazu, Andrea Álvarez, Luciana Jury y Julieta Laso, entre muchas otras músicas, y con la dirección musical de Mavi Díaz que también produjo el tema “Vamos Ya” por la legalización del aborto. Varios actores y periodistas mostraron su apoyo mediante videos a favor de la legalización del aborto: Pablo Echarri, Ricardo Darín, Diego Peretti, Adrián Suar, Juan Minujín, Esteban Lamothe, Joaquín Furriel, el Chino Darín, Rodrigo de la Serna, Clemente Cancela, Sebastián Wainraich, Ludovico Di Santo, Luciano Cáceres, Juan Pablo Varsky.
En medio del debate sobre la legalización del aborto Julieta Ortega, Lizy Tagliani, Eva De Dominici, Micaela Vázquez, Valeria Sampedro, Laura Esquivel, Mariana Fabbiani, Lali Espósito, Santiago del Moro, Christophe Krywonis, Diego Iglesias, Esteban Lamothe, Adrián Suar, Coco Fernández, Campi, Denise Dumas, Cristina Pérez, Violeta Urtizberea entre otros se sumaron a la convocatoria de la activista pro elección Dolores Fonzi luciendo algo de color, verde símbolo de la Campaña por el aborto legal, en la ceremonia de entrega de los Premios Martín Fierro 2018. Las actrices Griselda Siciliani, Carla Peterson, Verónica Llinás fueron al congreso a leer una carta, firmada por 400 colegas mujeres, para expresar su apoyo a la despenalización del aborto. Además apoyan la despenalización del aborto Marcelo Tinelli, Susana Giménez, Andrea Pietra, Jorge Rial y Marley. La artista plástica Marta Minujín y los historietistas Maitena, Liniers, Tute también se pronunciaron a favor de la legalización del aborto. Más de 300 ilustradoras formaron el colectivo Línea Peluda para apoyar la ley por la despenalización.

### Sociedad Civil
SiPreBA, el Sindicato de Prensa de Buenos Aires, apoya la ley de legalización del aborto. Se manifiestan favor con la Comisión Interna de Delegados de prensa de Canal 13/TN, la Comisión Interna de los trabajadores de Clarín, Olé, revistas y plataformas digitales de AGEA, la asamblea de los trabajadores del diario La Nación, la asamblea de trabajadores y trabajadoras de Prensa de la TV Pública, la asamblea de Trabajadores de Prensa del Grupo Veintitrés, la Comisión Gremial Interna de Prensa en Radio Nacional, la Comisión Interna de Trabajadores de Telefe Noticias. 183 trabajadoras de ATE Capital firmaron una Carta Abierta en apoyo al proyecto de la Campaña Nacional por el Derecho al Aborto Legal, Seguro y Gratuito. También apoyan la legalización del aborto trabajadoras de Asociación Gremial de Trabajadores del Subte y Premetro, Suteba, la CTA y otras organizaciones sindicales.
Estudiantes de la Escuela de Bellas Artes Rogelio Yrurtia, el Nacional Buenos Aires, la Escuela Superior de Comercio Carlos Pellegrini, la Escuela de Cerámica N°1, Normal 1, Normal 6, Lenguas Vivas, Mariano Moreno, María Elena Walsh, Escuela de Educación Media Ramón Padilla y el Cortázar tomaron sus colegios para pedir por el aborto legal, el cumplimiento de la ley de Educación Sexual Integral (ESI) y el diseño de protocolos de actuación en casos de violencia de género.
Las activistas trans Lohana Berkins, Diana Sayacán y Marlene Wayar apoyaron el aborto legal, seguro y gratuito. La Fundación Huésped también apoya el proyecto de ley.

#### Sociedad Argentina de Medicina
La mayoría de los integrantes de la Comisión Directiva se manifestaron a favor de la legalización del aborto y el respeto de la autonomía de la mujer. Los profesionales de la salud resaltaron en un comunicado: "La mortalidad materna constituye un importante problema sanitario en la Argentina".

#### Red por los Derechos de las Personas con Discapacidad
La Red por los Derechos de las Personas con Discapacidad (REDI), como organización de derechos humanos y discapacidad, expresa su apoyo al derecho de toda mujer a decidir la interrupción voluntaria de su embarazo. Asimismo, precisó respecto del inciso 3 del artículo 3º, en el que "se contempla que toda mujer puede interrumpir su embarazo más allá del plazo establecido en el artículo 1º, es decir la semana 14 de gestación", con el inciso "si existieren malformaciones fetales graves", que "la redacción del artículo contempla términos vagos -"malformación", "grave"- y su aplicación podría dar lugar al aborto por motivos eugenésicos, discriminatorios y contrarios a la Convención sobre los Derechos de las Personas con Discapacidad" Sugirieron reemplazar el inciso por el siguiente: "Si existieren malformaciones fetales incompatibles con la vida". y celebraron la media sanción del proyecto de ley de despenalización del aborto.

#### Amnistía Internacional y Human Rights Watch
La posición de Amnistía Internacional es a favor de la legalización del aborto. De acuerdo a un informe elaborado por la organización, se estima que en la Argentina se realizan en promedio entre 486 mil y 522 mil abortos clandestinos al año. En 17 de las 24 provincias es la principal causa individual de mortalidad materna. El informe de Amnistía afirma que, cada día, 298 adolescentes de 15 a 19 años son madres en la Argentina, siendo el 70 por ciento de estos embarazos no planificados. Si bien la ley reconoce el derecho de niños, niñas y adolescentes a recibir educación sexual integral en los establecimientos educativos públicos, de orden estatal y privado, confesionales y laicos. Sin embargo, en 2017 únicamente nueve provincias sancionaron leyes de educación sexual. Human Rights Watch también apoya la despenalización del aborto.

### Campaña Nacional por el Derecho al Aborto Legal, Seguro y Gratuito
La Campaña Nacional por el Derecho al Aborto legal, Seguro y Gratuito es una amplia y diversa alianza federal, que articula y recupera parte de la historia de las luchas desarrolladas en la Argentina en pos del derecho al aborto legal, seguro y gratuito. Tiene sus simientes en el XVIII Encuentro Nacional de Mujeres realizado en Rosario en el año 2003 y en el XIX ENM desarrollado en Mendoza en el 2004.
Impulsada desde grupos feministas y del movimiento de mujeres, como así también desde mujeres pertenecientes a movimientos políticos y sociales, cuenta en la actualidad con la adhesión de 305 grupos, organizaciones y personalidades vinculadas a organismos de derechos humanos, de ámbitos académicos y científicos, trabajadoras/es de salud, sindicatos y diversos movimientos sociales y culturales, entre ellos redes campesinas y de educación, organizaciones de desocupadas/os, de fábricas recuperadas, grupos estudiantiles, comunicadoras y comunicadores sociales, etc. Quienes la integran han apostado colectivamente a converger en una gran heterogeneidad de actividades y procesos estratégicos para:
- Instalar en la sociedad y en el Estado el debate en torno a la necesidad de despenalizar y legalizar el aborto en Argentina;
- Contribuir a que más mujeres y organizaciones se sumen en este proceso y reclamo;
- Lograr el debate y la aprobación de una norma legal que despenalice y legalice el aborto en Argentina.

Fue lanzada el 28 de mayo de 2005, Día de Internacional de Acción por la Salud de las Mujeres, y desde entonces tiene la capacidad y la fuerza de coordinar actividades simultáneamente en distintos puntos del país bajo la consigna: “Educación sexual para decidir, anticonceptivos para no abortar, aborto legal para no morir”. A presentado durante diversos año proyectos en el congreso a favor de la Interrupción Voluntaria del Embarazo, con el aval de varios legisladores de diversos espacios políticos.

### Regulación del aborto en Santa Fe
A partir del año 2012 en la provincia de Santa Fe se empezaron a implementar políticas públicas y protocolos de salud favorables a la implementación del aborto y a la educación sexual. En la ciudad de Rosario desde el año 2012 se empezó a comprar Misoprostol como insumo y a realizar la técnica de aspiración manual endouterino (AMEU), y el acceso al aborto se empezó a implementar en hospitales y centros de salud. A partir del 2013 lo hecho en Rosario se amplió al resto de la provincia, todo esto de acuerdo a lo establecido en los protocolos elaborados por el Ministerio de Salud.También se mejoró el acceso a la educación sexual, a los anticonceptivos y un trabajo más fuerte en las escuelas con mayor presencia de embarazo adolescente. Además, desde el año 2017 hay una cátedra sobre aborto en la Facultad de Medicina de Rosario. Como resultado, en Rosario no hay muertes maternas por aborto, y en la provincia se disminuyó las muertes por aborto y los embarazos adolescentes a lo largo de los años .

### Apoyo internacional
Más de sesenta congresistas y senadores irlandeses han firmado una carta pidiendo al Senado argentino que legalice el aborto. Entre los firmantes se encuentran miembros del laborismo, Fine Gael, socialdemócratas, Fianna Fáil y Sinn Féin, este último con un firmante en representación de todo el partido. Mónica Silvana González, diputada en la Asamblea de Madrid y Secretaria de Movimientos Sociales y Diversidad CEF PSOE, se pronunció a favor de la legalización del aborto. Activistas de la Polish Women's Strike, una coalición de grupos por los derechos de las mujeres apoyaron el reclamo por el aborto legal en la Argentina. Feministas chilenas, a través de una carta abierta del Movimiento SOL (Frente Amplio), se manifestaron a favor del aborto legal en la Argentina. En Brasil se manifestaron militantes feministas de la agrupación Pão e Rosas en solidaridad con el reclamo por el aborto legal en la Argentina. Más de 100 feministas paraguayas se manifestaron en su país el 12 de junio a favor de la despenalización del aborto en Argentina. En Francia, trabajadores de ferrocarriles en huelga se solidarizan con el reclamo argentino por el derecho al aborto. AIUSA Women's Rights, la parte de Amnesty International USA dedicada al Género, sexualidad e identidad y a promover los derechos humanos de las mujeres alrededor del mundo, manifestó su apoyo a la legalización del aborto. CREA es una organización feminista de derechos humanos con base en Nueva Delhi que también expresó su apoyo a la legalización del aborto en Argentina. El martes 7 de agosto de 2018, Amnesty International publicó una tapa a favor de la legalización del aborto en la edición del New York Times International.
La banda Garbage se manifestó en solidaridad con la lucha por el derecho al aborto de las mujeres argentinas. El cantautor Ismael Serrano se manifestó a favor de la despenalización del aborto. La banda uruguaya La Vela Puerca también mostró su apoyo. La escritora Margaret E. Atwood, autora de El cuento de la criada (The Handmaid's Tale), expresó su apoyo también. Las actrices Susan Sarandon y Felicity Huffman también mostraron su apoyo y les pidieron a los senadores que voten a favor del proyecto de ley el 8 de agosto de 2018.

## Organizaciones en contra de la legalización del aborto
Existen distintas organizaciones en la Argentina a favor de la postura provida que niega la existencia de un derecho al aborto. Su punto de vista sobre el derecho al aborto a demanda ha sido explicado por el Rabino argentino y Dr. en Filosofía Fishel Szlajen al sostener entre otras consideraciones que, "el derecho a decidir sobre el propio cuerpo" manipula y oculta intencionalmente la realidad por no tratarse de una cuestión corpórea del sujeto para consigo mismo, sino primordialmente de dos vidas humanas distintas; de la relación entre un ser humano y su prójimo, donde natural y transitoriamente una se encuentra dentro de otra. El Rabino Dr. Fishel Szlajen, postdoctorado en bioética, profesor de posgrado en UBA, UNLaM y UCA, es el primer Rabino nombrado Miembro Titular de la Pontifica Academia para la Vida en el Vaticano, aportó en detalle y a través de su libro Filosofía Judía y Aborto, más sus papers académicos y artículos, los considerandos y las resoluciones del marco jurídico judío según el cual está prohibido el aborto a demanda, y solo en un caso se exige abortar, cuando la vida del embrión o feto amenace inexorable e ineludiblemente la de su madre debiendo exclusivamente elegir entre una u otra. En casos de anencefalia, irreversibles patologías degenerativas (diagnosticadas de incurabilidad), terminales, donde el embrión o feto morirá indefectiblemente, se permite abortar con severas restricciones en tiempo y forma. La permisión de abortar, siempre que se efectúe dentro de un lapso determinado, rige también para casos de violaciones donde la mujer embarazada se encuentre en grave y certero riesgo psicofísico.

### Ámbito científico

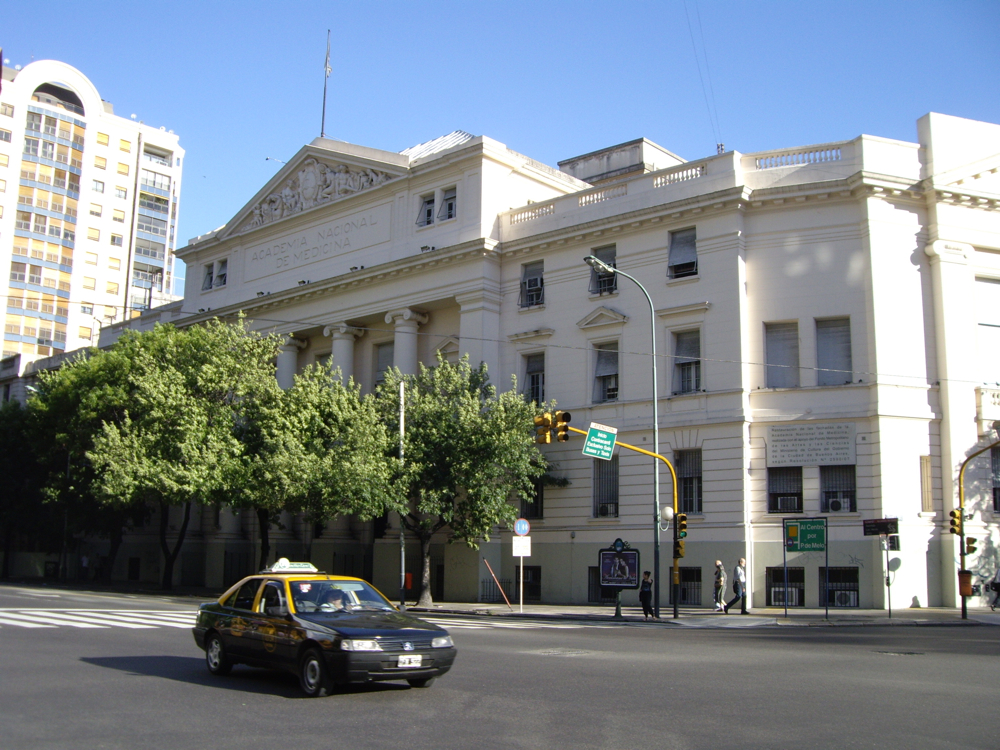
En 2010 la Academia Nacional de Medicina de la Argentina declaró “que destruir a un embrión humano significa impedir el nacimiento de un ser humano”

Asimismo, esta postura también es defendida por diversas instituciones del ámbito académico y científico entre las que se encuentra la Academia Nacional de Ciencias Morales y Políticas, en su dictamen de julio de 2007; la Academia Nacional de Medicina, como se aprecia en su declaración de septiembre de 2010; el Colegio Médico de Salta, el Colegio Médico de Tucumán, el Consejo de Médicos de la Provincia de La Rioja, el Colegio de Abogados de Tucumán, la Academia del Plata, el Colegio de Médicos de la ciudad de La Plata, la Academia Nacional de Derecho y Ciencias Sociales de Buenos Aires, el Colegio de Abogados de la Ciudad de Buenos Aires, la Sociedad Argentina de Ética Médica y Biológica (SAEMB) y la Sociedad de Ginecología y Obstetricia de San Juan (ASOG).
En julio de 2007, la Academia Nacional de Ciencias Morales y Políticas publicó un dictamen sobre el proyecto de abortos no punibles en el que se sostuvo que "Las normas de cualquier nivel que se sancionen por el Congreso, las legislaturas y los consejos municipales, y que autoricen la muerte provocada de modo directo de una persona inocente, carecen de validez constitucional, resultando irrelevante que los afectados tengan una semana o tres meses de gestación, un año u ochenta años de vida. Todos tienen el mismo derecho a la vida".
En septiembre de 2010, la Academia Nacional de Medicina publicó una declaración en donde sostuvo lo siguiente:
- Que el niño por nacer, científica y biológicamente, es un ser humano cuya existencia comienza al momento de su concepción por lo que, desde el punto de vista jurídico, es un sujeto de derecho como lo reconocen la Constitución Nacional, los tratados internacionales anexos y los distintos códigos nacionales y provinciales de nuestro país.
- Que destruir a un embrión humano significa impedir el nacimiento de un ser humano.
- Que el pensamiento médico a partir de la ética hipocrática ha defendido la vida humana como condición inalienable desde la concepción. Por lo que la Academia Nacional de Medicina hace un llamado a todos los médicos del país a mantener la fidelidad a la que un día se comprometieron bajo juramento.
- Que el derecho a la “objeción de conciencia” implica no ser obligado a realizar acciones que contrarían convicciones éticas o religiosas del individuo.[141]

### Ámbito político
Durante la campaña electoral del año 2007, la entonces candidata a presidenta Cristina Fernández de Kirchner se declaró en contra de la legalización del aborto, aunque aclaró: "no creo que los que abogan por la despenalización del aborto estén a favor del aborto: eso sería una simplificación". En noviembre de 2011, la presidenta Cristina Fernández, quien acababa de ser reelegida para su segundo mandato, se manifestó taxativamente en contra del derecho al aborto durante una reunión que mantuvo con la cúpula del Episcopado. Tiempo después, como senadora, Cristina Fernández de Kirchner manifestó su cambio de postura, por lo que votó a favor del proyecto de despenalización del aborto que obtuvo media sanción en diputados el 14 de junio del 2018.
Cecilia Pando también se manifestó en contra de la legalización del aborto.
Diversos funcionarios y legisladores del PRO se manifestaron en contra de la legalización del aborto también, organizados por la vicepresidenta Gabriela Michetti. Entre las figuras del PRO en contra de la legalización del aborto están los ministros Luis Caputo, Guillermo Dietrich, Alejandro Finocchiaro y Andrés Ibarra, el senador Federico Pinedo, la senadora Marta Varela y el diputado Luis Petri. Referentes del justicialismo se manifestaron en contra de la legalización del aborto, entre ellos el expresidente Carlos Saúl Menem, el exgobernador Jorge Capitanich y el sindicalista Hugo Moyano. La diputada nacional Graciela Camaño se pronunció en contra de la legalización del aborto.

#### Declaraciones de partidos políticos
En el ámbito partidario el 24 de febrero de 2018 la Junta Nacional del Partido Demócrata Cristiano resolvió “ratificar su compromiso y militancia con la protección de la vida humana desde su concepción” mientras que su único diputado nacional Juan Brügge sentó su posición sobre el tema: “A favor de la vida desde la concepción porque nuestro partido así lo tiene en su plataforma y porque está en la Constitución Nacional por los tratados internacionales. Es inconstitucional toda iniciativa de ley que tienda a legalizar el aborto”.
También el partido Bandera Vecinal de inspiración neonazi, liderado por el polémico Alejandro Biondini, define en su plataforma: "Sostenemos la defensa de la Vida desde su misma concepción hasta su deceso natural. Consideramos que el aborto es un crimen, y nos oponemos a cualquier iniciativa que pretenda afectar la existencia de un sólo niño por nacer. Reivindicamos a la Familia como pilar fundamental de nuestra comunidad."

#### Declaraciones de algunos cuerpos legislativos locales
Desde 2011 una serie de provincias y ciudades se autodenominaron "provida" a partir de votaciones en sus respectivos cuerpos legislativos. La campaña fue promovida por Acción Católica y contó con el apoyo del Conferencia Episcopal Argentina; más tarde se unieron a ella otras asociaciones confesionales tales como la mencionada ACIERA.
El 17 de marzo de 2011 la ciudad neuquina de Senillosa, fue declarada "Pro Vida" por su Concejo Deliberante. Desde entonces, como resultado de una campaña de organizaciones confesionales asociadas a la Iglesia católica, hay más 40 "Ciudades Pro Vida", incluyendo tres provincias (Corrientes, Salta y Chaco), ciudades y pueblos. Entre otras están las ciudades de San Luis, Resistencia, Ezeiza, Rosario del Tala, Herrera, San Rafael, Ledesma, Jardín América, Diamante, Concordia , Alvear, Barranqueras, Gobernador Virasoro, Pilar, Monteros, etc. El 15 de marzo de 2018 el Concejo Deliberante de la ciudad de Santa Rosa declaró de interés municipal la Semana del Niño por Nacer, proyecto presentado por el concejal Roberto Torres, quien además es pastor de una iglesia evangélica.
El 4 de abril de 2018 el vicegobernador de la Provincia de Tucumán Osvaldo Jaldo declaró, en la inauguración de la segunda edición de la Semana de los Derechos del Niño por Nacer: “La Legislatura y la Provincia están a favor de la vida”.

### Ámbito académico
El Consejo Directivo de la Facultad de Medicina de la Universidad Nacional de Tucumán emitió un comunicado a los claustros de docentes, no docentes, egresados y estudiantes en el que manifiesta que esa institución “apuesta a la vida humana como valor supremo sin la cual cualquier otro derecho, valor o privilegio, resulta secundario”. “Apostamos a la vida como solución y no a la muerte como salida” expresa el comunicado.

### Ámbito artístico
Artistas, deportistas y periodistas se pronunciaron en contra de la despenalización del aborto: los exjugadores de los Pumas, Manuel y Felipe Contepomi, la actriz Susana Romero, los músicos César "Banana" Pueyrredón, Juan Carlos Saravia y Juanse, Las Trillizas de Oro, la conductora y cocinera Maru Botana, las modelos Nicole Neumann, Wanda Nara, y los periodistas Mariano Obarrio, Eduardo Feinmann, Gustavo Tubio, Carlos Monti, Toti Pasman, Amalia Granata, Viviana Canosa, Rolando Hanglin y Gastón Recondo.

### Ámbito religioso
Muchas organizaciones antiaborto están vinculadas directamente con la Iglesia católica en Argentina, cuyo máximo referente a nivel nacional es la Conferencia Episcopal Argentina. También, dentro del variado universo de las iglesias cristianas protestantes, ACIERA, la más numerosa agrupación de congregaciones evangélicas argentinas (15 mil), el 5 de marzo de 2018 fijó posición contra el proyecto de despenalización del aborto y por “el derecho a la vida, como fundamental y superior a todos los demás”.
El rabino Isaac Sacca, superior Academia Rabínica de Jerusalén Iehave Daat; presidente del Consejo Rabínico Menora de la República Argentina; fundador y presidente de Menora, Organización Mundial para la Juventud; Gran Rabino de la Comunidad Sefardí de Buenos Aires; y miembro del Comité de Ética de la Comunidad Judía de Argentina, explicó públicamente la postura de su religión respecto de la despenalización y del aborto en sí mismo: “Cuando un espermatozoide fecunda un óvulo, la ley hebrea considera un delito su desintegración, en la fase que sea. No hay ninguna razón lógica para efectuarlo. El aborto para la ley de Moisés es un delito que atenta contra uno de los más santos mandamientos de la humanidad que es la procreación y es parangonable a un homicidio”. No obstante, Sacca desarrolló algunos atenuantes en los cuales podría realizarse un aborto terapéutico siempre y cuando esté en riesgo la vida de la mujer: "La vida resulta un bien indisponible a los seres humanos. Es por ello que nuestro bagaje cultural no permite el suicidio ni avala el asesinato piadoso". El médico, según la concepción de la ley de Moisés, es un enviado de D's para tratar a las personas en sus enfermedades, pero no tiene derecho a usar sus conocimientos para acortar o quitar la vida igual que cualquier otra persona. No tiene el médico más autoridad que otro para opinar sobre la vida y la muerte, porque eso en un asunto humano y no biológico".

### Sociedad Civil

#### Pronunciamiento de ASDRA
El 4 de marzo de 2018 la Asociación Síndrome de Down Argentina (Asdra) planteó su posición frente a la posible despenalización del aborto, al advertir que “lo que está en juego es la vida de inocentes” y citar palabras del médico y Siervo de Dios francés Jérôme Lejeune: “¡Laissez les vivre! ¡Déjenlos vivir!”. “Defender la vida no es una cuestión religiosa, política, filosófica ni de militancia. Es una cuestión de derechos humanos básica. Nacer es el primer derecho de toda persona humana”

#### Pedido de clínicas y sanatorios privados de tener libertad de conciencia y práctica médica
El 25 de julio de 2018 cuarenta y cuatro clínicas y sanatorios privados realizaron un pedido público a los senadores para que "se incorpore expresamente [en la ley] que los profesionales de la salud y las instituciones sanitarias privadas tendrán plena libertad y derecho de abstenerse a practicar" abortos. La solicitada fue hecha por las clínicas Cemic, Adventista Belgrano, Bazterrica, del Sol, San Camilo, Santa Isabel, el Instituto Alexander Fleming, el Instituto Argentino de Diagnóstico y Tratamiento, el Sanatorio La Trinidad, el Mater Dei, el Otamendi y Miroli y Servicios Médicos SM, entre otros.

## Manifestaciones y movilizaciones
En la Argentina hubo marchas tanto a favor como en contra del aborto legal. La mayoría de las marchas se han realizado en días distintos, sin embargo, debido al calendario de los debates legislativos por el aborto, que comenzó el 10 de abril de 2018 en la Cámara de Diputados argentina, han coincidido en las inmediaciones del Congreso. Organizaciones y personas en contra de la legalización del aborto se manifestaron en el inicio del debate con pañuelos celestes, banderas antiaborto, con la consigna "Salvemos las 2 vidas". Organizaciones, partidos de izquierda y personas a favor de la despenalización del aborto se manifestaron con banderas y pañuelos verdes y naranjas

### Marchas contra la legalización del aborto
El Día del Niño por Nacer es recordado cada 25 de marzo; la Argentina fue el primer país del mundo en declararlo, el 7 de diciembre de 1998, por iniciativa del expresidente Carlos Saúl Menem en el decreto número 1406/98. Al año siguiente se celebró por primera vez ese día. En el Teatro Coliseo de Buenos Aires se reunieron representantes de la Iglesia Católica y de las iglesias ortodoxas y cristianas, así como líderes judíos y musulmanes. Desde aquel entonces, en esa fecha en la Argentina los activistas antiaborto organizan a lo largo del país celebraciones y actividades destinadas a la concientización sobre la necesidad de defender la vida desde la concepción y en todas sus etapas. Misas, marchas, ecografías en vivo, gestos solidarios, conferencias, etc.
En marzo de 2017 llamó la atención de los medios una campaña antiabortista dirigida por Mariana Rodrígez Varela. La campaña, impulsada por redes sociales, consiste en difundir imágenes de fetos humanos y en la entrega de muñecos.

#### Primera "Marcha por la Vida"
La fecha de excepción fue la primera Marcha por la Vida del 27 de septiembre de 2017, elegida por coincidir con la celebración del Día de los Derechos del Niño en la Argentina.
Esta primera Marcha por la Vida fue desde Plaza de Mayo hasta frente al Congreso de la Nación Argentina. El nombre e inspiración estuvo en las multitudinarias marchas que se realizan en otros países (Italia, Francia, EE. UU., Perú, Paraguay) con la misma motivación. Sus organizadores aclararon que la Marcha por la Vida no es una iniciativa de alguna comunidad religiosa aunque la gran mayoría de los participantes y voluntarios son personas que profesan distintos credos. Y también que es rigurosamente a-partidaria.
En aquella ocasión más de 2 500 personas se manifestaron contra el aborto frente al Congreso de la Nación. "A favor de la vida" fue la consigna que más se escuchó en la marcha, denominada "Marcha por la Vida", que encabezaron familias y estudiantes. Ese mismo día, hubo otras 20 marchas en Mendoza, San Luis, Tandil, Córdoba, Villa María, Rosario, San Miguel de Tucumán, General Alvear, San Rafael, Santiago del Estero, Suncho Corral, San Luis, San Martín de los Andes, San Juan, La Rioja, Barranqueras, Oberá y Santa Elena entre otras ciudades, con el mismo nombre y bajo la misma consigna.

#### Segunda "Marcha por la Vida"

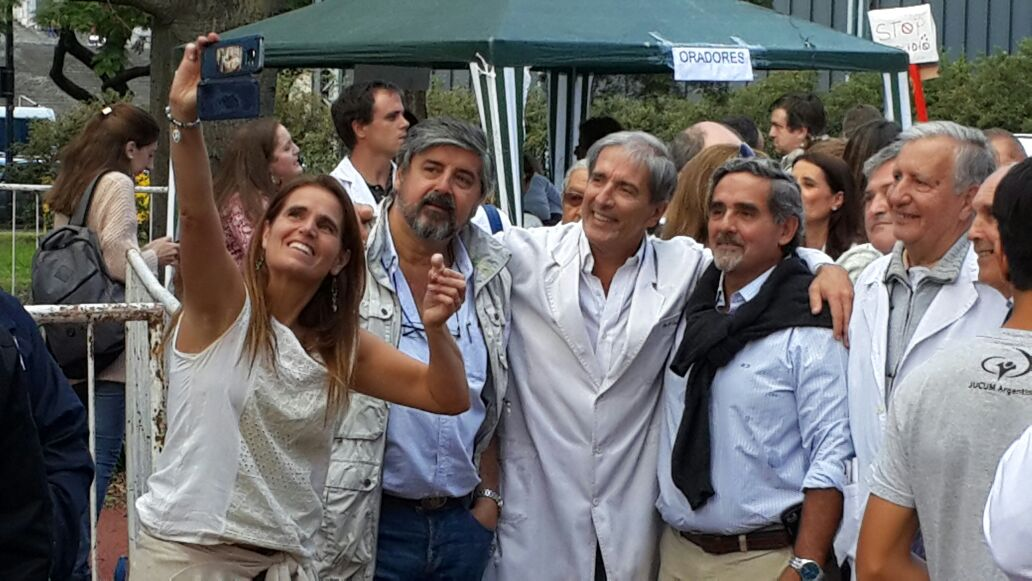
La activista Mariana Rodríguez Varela junto a un grupo de médicos que participaron de la convocatoria.

El 25 de marzo de 2018 miles de personas participaron en la Argentina de la iniciativa mundial denominada Marcha por la Vida, contraria a la legalización del aborto, y que coincidió con la celebración del Domingo de Ramos y el Día del Niño por Nacer. El evento fue organizado por Unidad Provida, una coordinadora de varias ONGs entre las que se ecnuentran ACIERA (que agrupa a la iglesias protestantes), la Iglesia católica y dependencias de la Universidad Católica Argentina.
La principal convocatoria fue en Buenos Aires desde Plaza Italia hasta la Facultad de Derecho de la UBA, que contó con estimaciones que van desde 10 000 hasta con 150 000 asistentes, contó con réplicas en más de 150 localidades del interior del país. Desde la organización Unidad Provida enfatizaron: "Necesitamos propuestas superadoras e integrales para la mujer vulnerable y el niño por nacer". Adhirieron a la movilización militantes del Partido Demócrata Cristiano, el dirigente Alejandro Biondini vinculado a distintas agrupaciones nacionalistas y neonazis, cuyo partido Bandera Vecinal fue convocante a la movilización y la activista antiaborto Mariana Rodríguez Varela, creadora de la campaña "El Bebito".

#### Tercera "Marcha por la Vida"

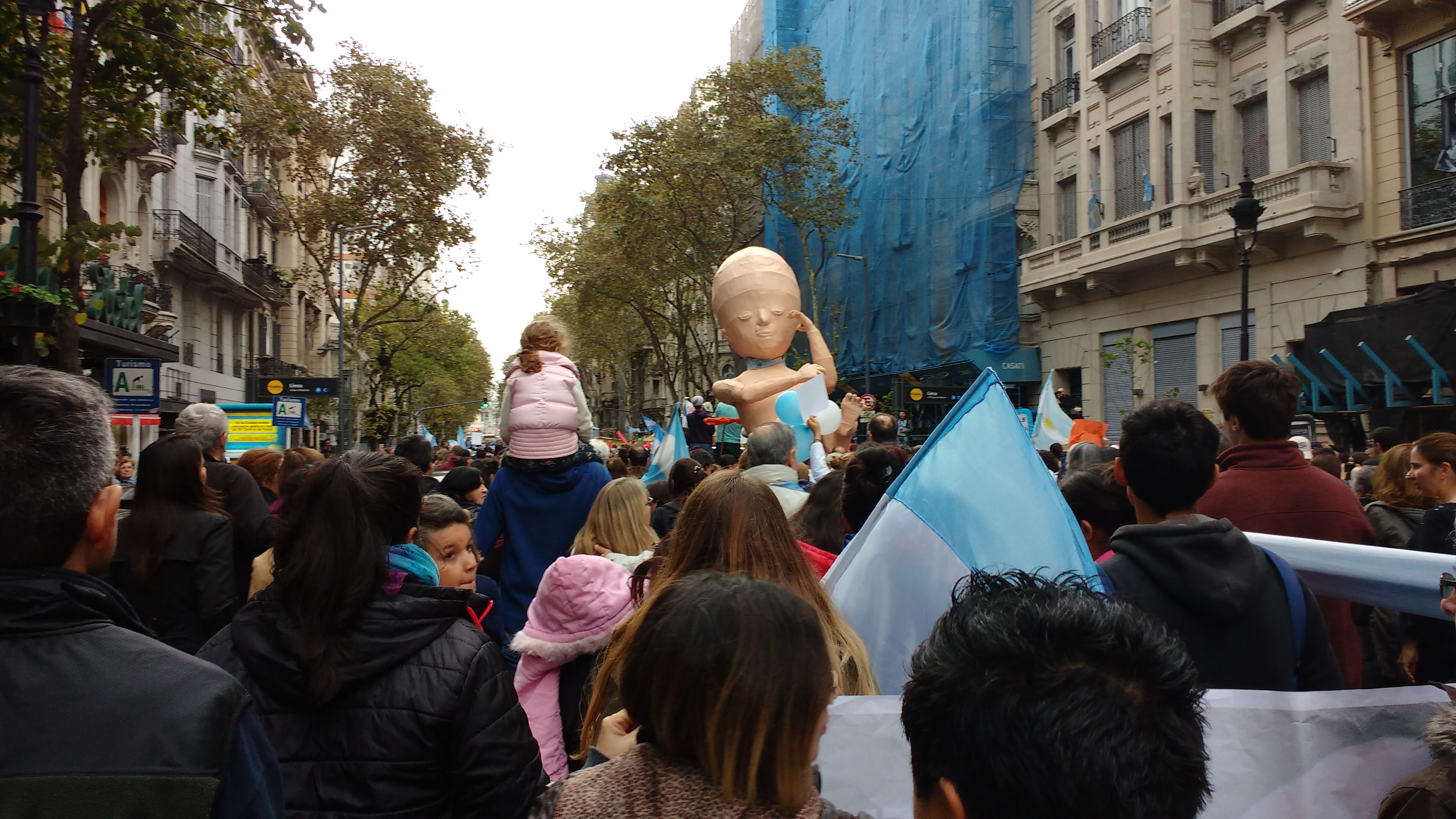
Feto gigante de estandarte de la marcha contra el aborto.

En el marco del debate por la legalización del aborto, el 20 de abril de 2018 se movilizaron en marchas contra el aborto legal bajo la consigna "cuidar las dos vidas" en 118 ciudades. Según sus organizadores la movilización fue de tres millones de personas en todo el país. Para esta ocasión, además de una muy activa difusión a través de las redes sociales, se hizo una campaña en la vía pública para promover la marcha, se repartieron volantes y se exhibieron carteles. La convocatoria y concurrencia, similar a la anterior, fue encabezada por organizaciones religiosas católicas y evangélicas y de dirigentes de derecha y nacionalistas. En esta oportunidad se sumaron, además, algunas personalidades del espectáculo y los medios. En el escenario principal figuraron Amalia Granata, Maru Botana, Rolando Hanglin, Gastón Recondo y Mariano Obarrio.

#### Movilizaciones del 10 de junio de 2018
El domingo 10 de junio decenas de miles de personas convocadas por la red de ONGs antiaborto "Unidad Provida" se manifestaron en las ciudades de Córdoba, Rosario, Santa Fe, Mendoza, Tucumán, Paraná, La Plata, Catamarca, Santa Rosa, Salta, Posadas, entre otras.

#### Marcha Federal Salvemos las dos Vidas
El fin de semana del 4 y 5 de junio de 2018 se organizaron, a través de iglesias evangelistas y diversas organizaciones antiaborto, distintas manifestaciones en todo el país que se denominaron "Marcha Federal Salvemos las dos Vidas", para pedirle al Senado que vote en contra del proyecto de ley de interrupción del embarazo. Estas concentraciones ocurrieron en las provincias de Tucumán, Santa Fe, Mendoza, La Rioja, Catamarca, Salta, Chaco, Corrientes, Misiones, Entre Ríos, Neuquén y Córdoba, entre otras.

#### Manifestaciones mundiales en contra de la legalización del aborto
Se realizaron manifestaciones en contra de la legalización del aborto en distintos lugares alrededor del mundo. Algunas de estas se llevaron a cabo en Perú, Venezuela, México, Colombia, Bolivia, Paraguay, Chile, Brasil, Ecuador, Uruguay, Guatemala y El Salvador, donde ciudadanos y organizaciones civiles llevaron a cabo entre el 30 de julio de 2018 y hasta el 8 de agosto "pañuelazos" ante embajadas argentinas en apoyo a la lucha "por las dos vidas".

#### Cuarta "Marcha por la Vida" 2019
El 23 de marzo del 2019 en vísperas de la presentación nuevamente del proyecto de ley IVE la organización Marcha por la Vida convocó a una movilización en honor al Día del Niño por Nacer (25 de marzo) pero al ser día laborable la retrasaron para el sábado previo. Adhirieron todas las organizaciones provida realizando multitudinarias marchas en más de 200 localidades del país, algunas, como la realizada en la ciudad de Córdoba se pasaron para el 25 de marzo por razones locales.
Según los organizadores, en la marcha principal que se realizó en la Ciudad de Buenos Aires la asistencia fue de unas 300 mil personas que marcharon desde la Plaza Italia y el Parque las Heras hasta la  Facultad de Derecho de la Universidad de Buenos Aires.

### Marchas por la legalización del aborto

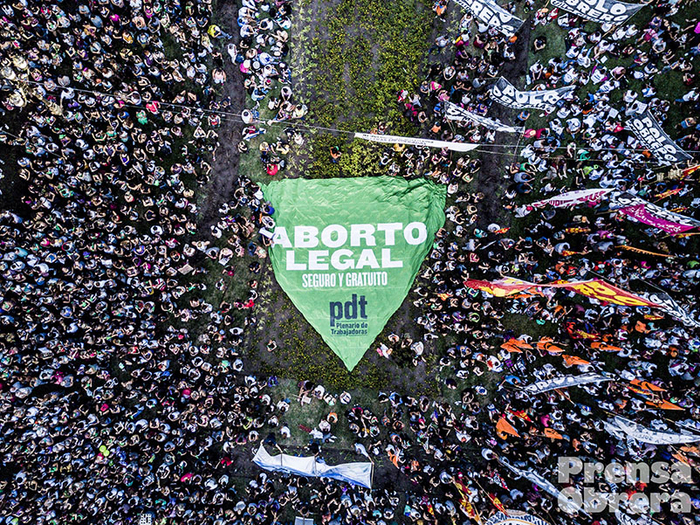
El pañuelo verde, símbolo de la Campaña por el aborto legal, en la movilización del 8 de marzo de 2018 en la Plaza de Congreso.

El 18 de febrero de 2018 fue convocada mediante las redes sociales una manifestación frente al Congreso de la Nación autodenominada "pañuelazo" que fue multitudinaria y tuvo como objetivo solicitar la sanción de una ley que legalice el aborto en Argentina. Al lugar concurrieron distintos grupos de personas que viajaron especialmente a Buenos Aires, y tuvieron el apoyo de varias personalidades del ambiente artístico, como la actriz Virginia Godoy, Señorita Bimbo, quien fue la conductora del evento.

#### Movilizaciones del 28 de septiembre de 2017
Además, cada 28 de septiembre, se vienen haciendo manifestaciones a favor de la legalización del aborto. En el marco del Día Internacional por el Derecho al Aborto, miles de mujeres pidieron la aprobación del proyecto de legalización del aborto. La convocatoria fue de la Campaña Nacional por el Derecho al Aborto Legal, Seguro y Gratuito.

#### Movilización del 8 de marzo de 2018
En el Día Internacional de la Mujer de 2018, fecha en que fue convocado un Paro Internacional, se produjo en la ciudad de Buenos Aires una movilización masiva (con estimaciones récord que van de 200 000 hasta 350 000 asistentes) que puso el eje central en la consigna de aborto legal, seguro y gratuito. La columna de la Campaña Nacional por el Derecho al Aborto Legal encabezó en la movilización y el tema ocupó un lugar preponderante en el discurso unificado que se leyó en un acto en la Plaza Congreso. También se hicieron movilizaciones masivas en las principales ciudades del interior del país: Mar del Plata, Córdoba, Mendoza, La Plata, Rosario, Salta, Ushuaia y San Miguel de Tucumán.

#### Movilización "Ni una menos" 2018
Bajo el lema Ni una Menos, miles de mujeres se manifestaron a favor del aborto legal, seguro y gratuito en la Plaza del Congreso el día 4 de junio de 2018. Entre las presentes estuvo la referente de Madres de Plaza de Mayo Línea Fundadora, Nora Cortiñas.

#### Estudiantazo federal
El martes 31 de julio de 2018 se realizó lo que fue llamado como "Estudiantazo federal" en distintas provincias del país para manifestarse a favor del proyecto de ley. La convocatoria incluyó participantes de nivel secundario, terciario y universitario, que organizaron clases públicas, talleres, radios abiertas, actividades artísticas y "pañuelos" para expresar su apoyo.

#### Pañuelazo mundial
Manifestaciones a favor de la legalización del aborto en la Argentina se realizaron en las embajadas y consulados del país presentes en diversos países del mundo. Estas muestras de apoyo se hicieron en San José de Costa Rica, Ciudad de México, Montevideo, Santiago de Chile, Londres, Nueva York, París, Berlín, Barcelona, Sídney, Lima, Asunción, Bogotá, Viena y Zaragoza, entre otras.

### Toma de colegios en apoyo a la legalización del aborto
Once colegios fueron tomados por sus alumnos 48 horas antes de que los legisladores inicien el tratamiento de la ley. Y en otros veinte establecimientos educativos se realizaron asambleas y otro tipo de actividades alentando la sanción de la ley. La medida, fuertemente criticada por las autoridades educativas locales, fue impulsada por la Federación Universitaria de Buenos Aires (FUBA), según palabras de su presidente, Julián Asiner, y provocó la suspensión de clases en los establecimientos cuyos estudiantes adhirieron a la protesta.
La Justicia argentina impidió a las autoridades educativas que aplicaran los protocolos antitomas establecidos para este tipo de casos, aunque la ministra de Educación de la Ciudad dijo que se aplicaron medidas de acción para resguardar la integridad física del alumnado.

## Incidentes y agresiones

### Agresiones contra activistas a favor de la legalización del aborto
Semanas previas al debate legislativo, se denunció que los ataques callejeros a mujeres y jóvenes que llevan pañuelos verdes se multiplicaron en distintos lugares del país. En Salta, por las agresiones, la coplera Mariana Carrizo debió permanecer sin salir de su casa durante unos días, luego de declararse a favor de la IVE; en Catriel, Río Negro, a un joven lo apedrearon en una plaza y a una chica la emboscaron entre tres para arrancarle el pañuelo verde de la mochila. En Mendoza, una activista denunció agresiones callejeras y finalmente en Paraná, Entre Ríos, mujeres que iban a presenciar el fallo en el caso de un funcionario acusado de acosador fueron cacheadas para que ninguna ingresara a tribunales con pañuelos verdes.  En Claypole, una chica embarazada golpeó a una chica con el pañuelo verde de la campaña pro elección.

### Vandalismo hecho por activistas a favor de la legalización del aborto
Se cuentan las numerosas pintadas que jóvenes con pañuelos verdes realizaron en distintas partes del país contra iglesias y propiedad pública. Unos 30 manifestantes a favor del proyecto que estaban en la Plaza del Congreso el día de la votación del Senado comenzaron a arrojar piedras y botellas . También hubo maderas quemadas.